# 绍兴市公安局安康医院
绍兴市公安局安康医院隶属于绍兴市公安局，位于浙江省绍兴市越城区西郭。该医院是一所安康医院，是对危害社会治安的精神病人依法进行强制医疗的专门机构。